# Tine Urnaut

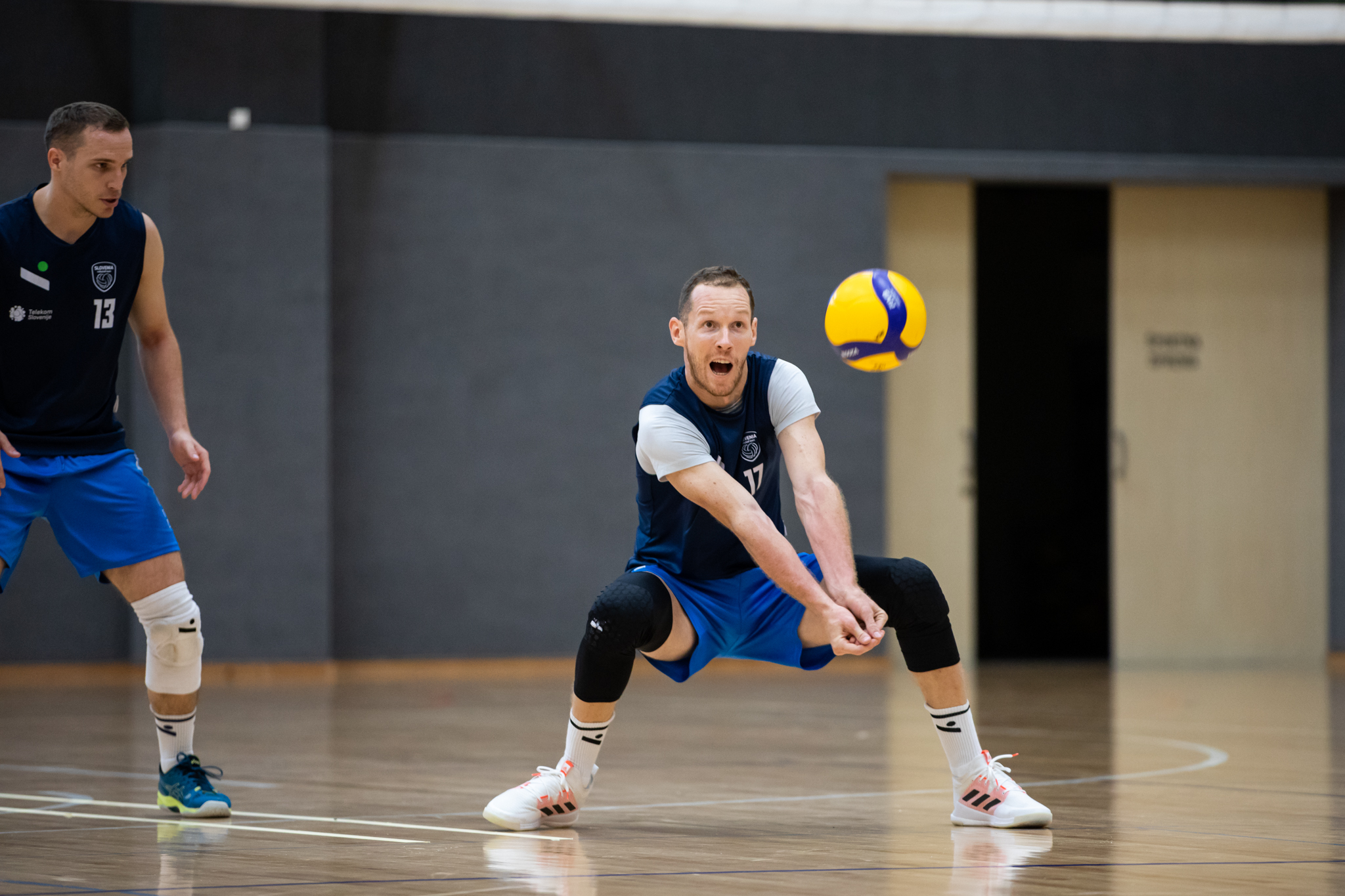
Tine Urnaut podczas treningu na hali w reprezentacji Słowenii w lipcu 2022 roku

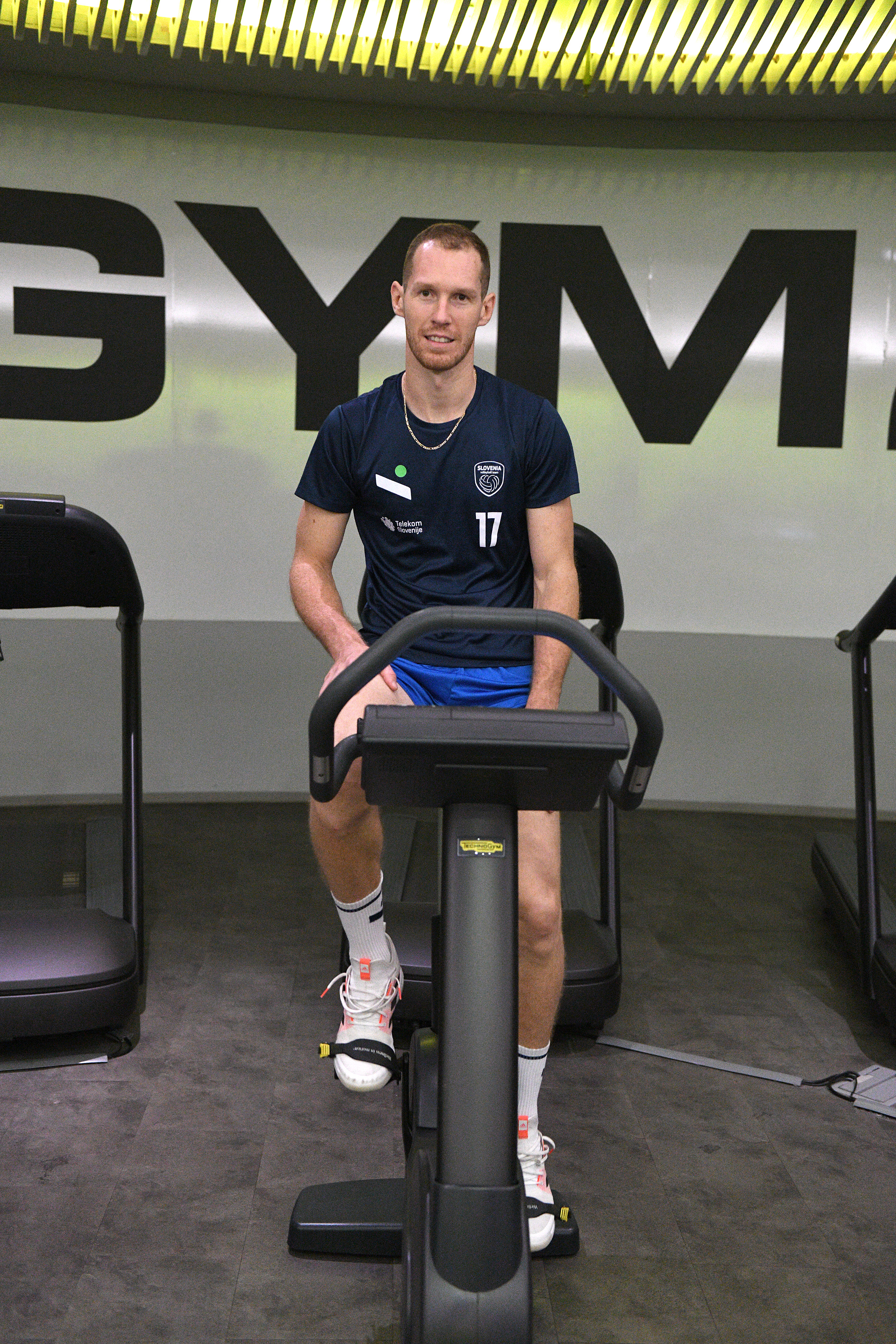
Tine Urnaut podczas ćwiczeń na siłowni w reprezentacji Słowenii w sierpniu 2022 roku

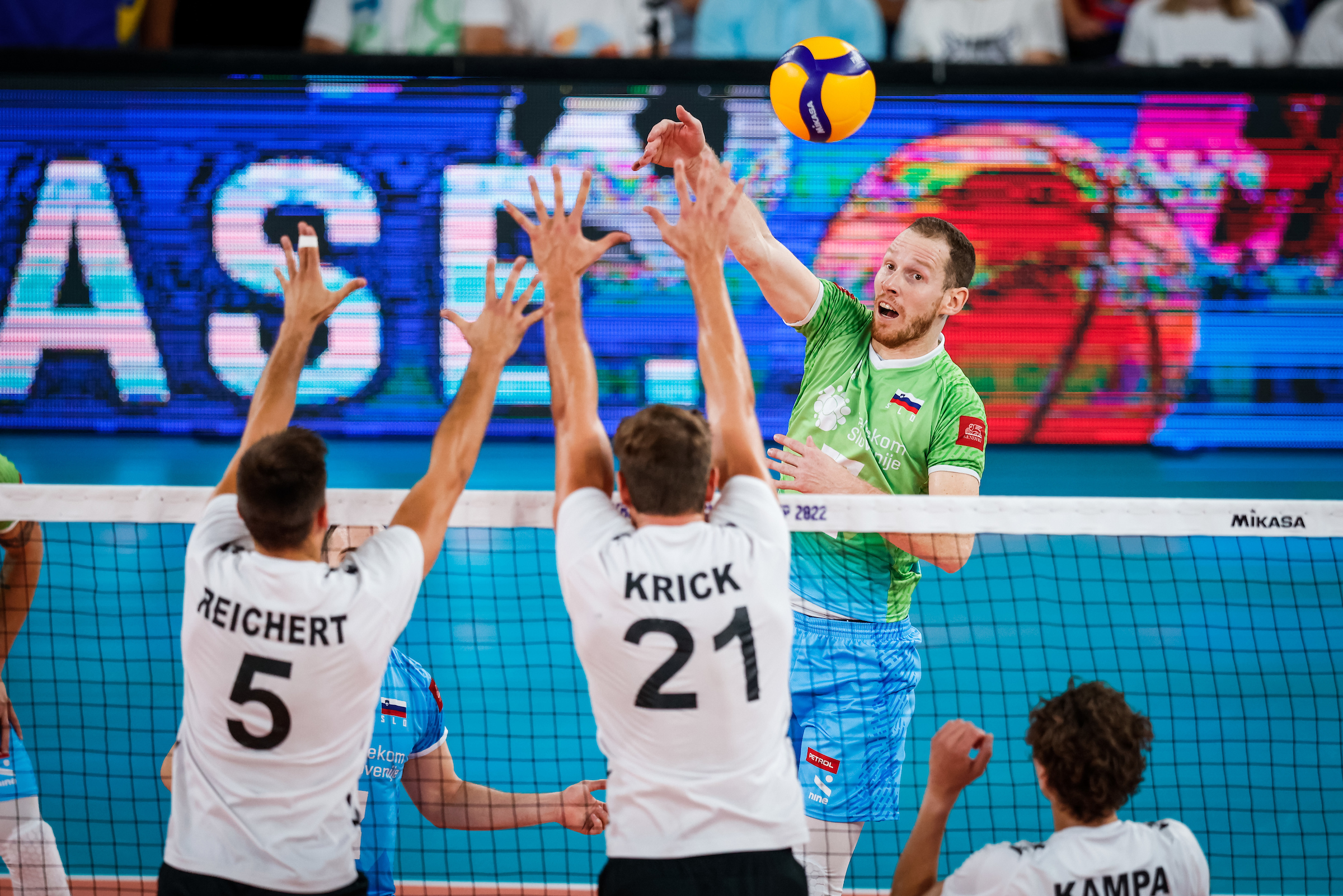
Tine Urnaut podczas plasowania piłki na lewym skrzydle na Mistrzostwach Świata 2022

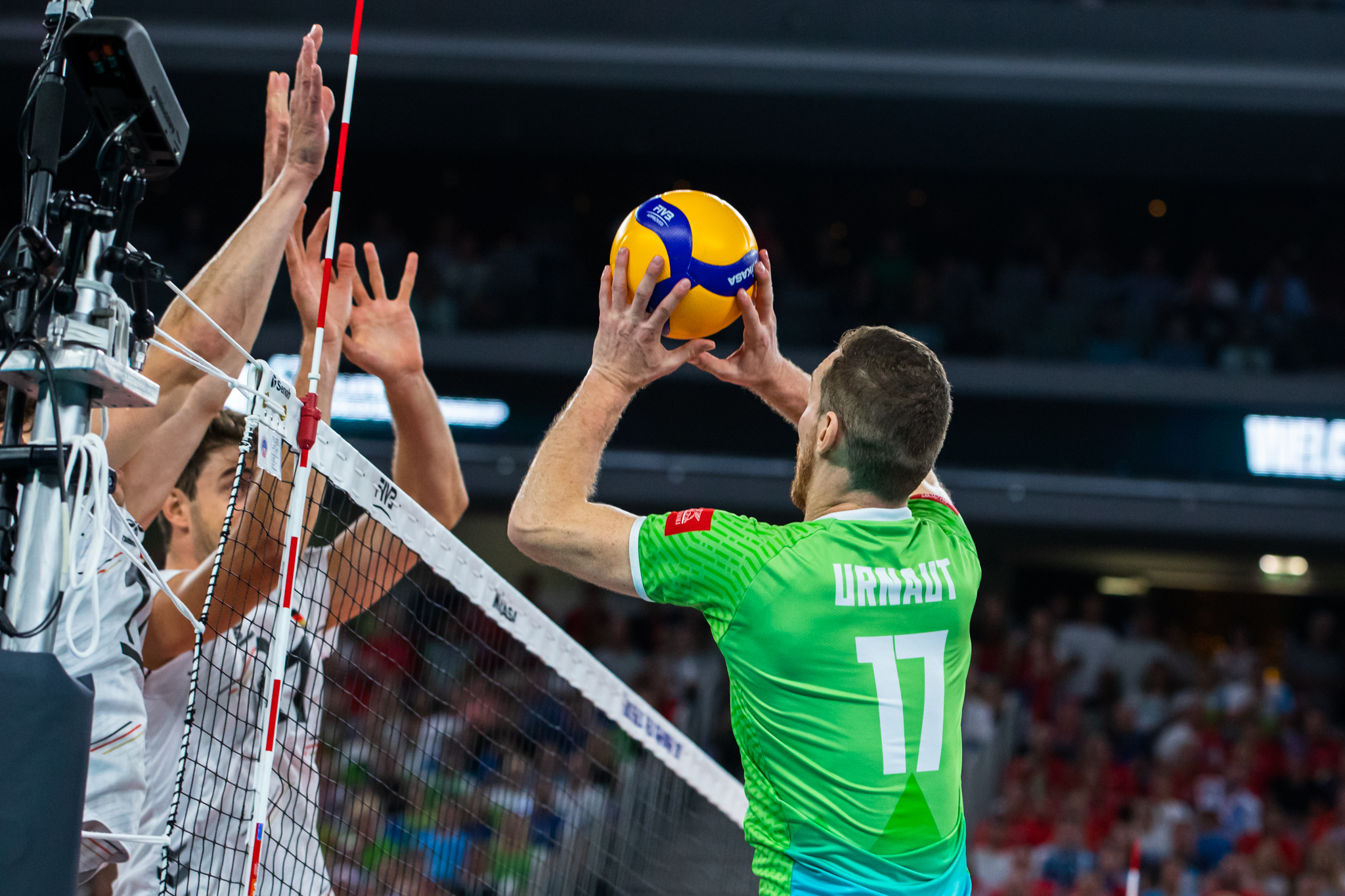
Tine Urnaut podczas kiwania oburącz piłki na lewym skrzydle na Mistrzostwach Świata 2022

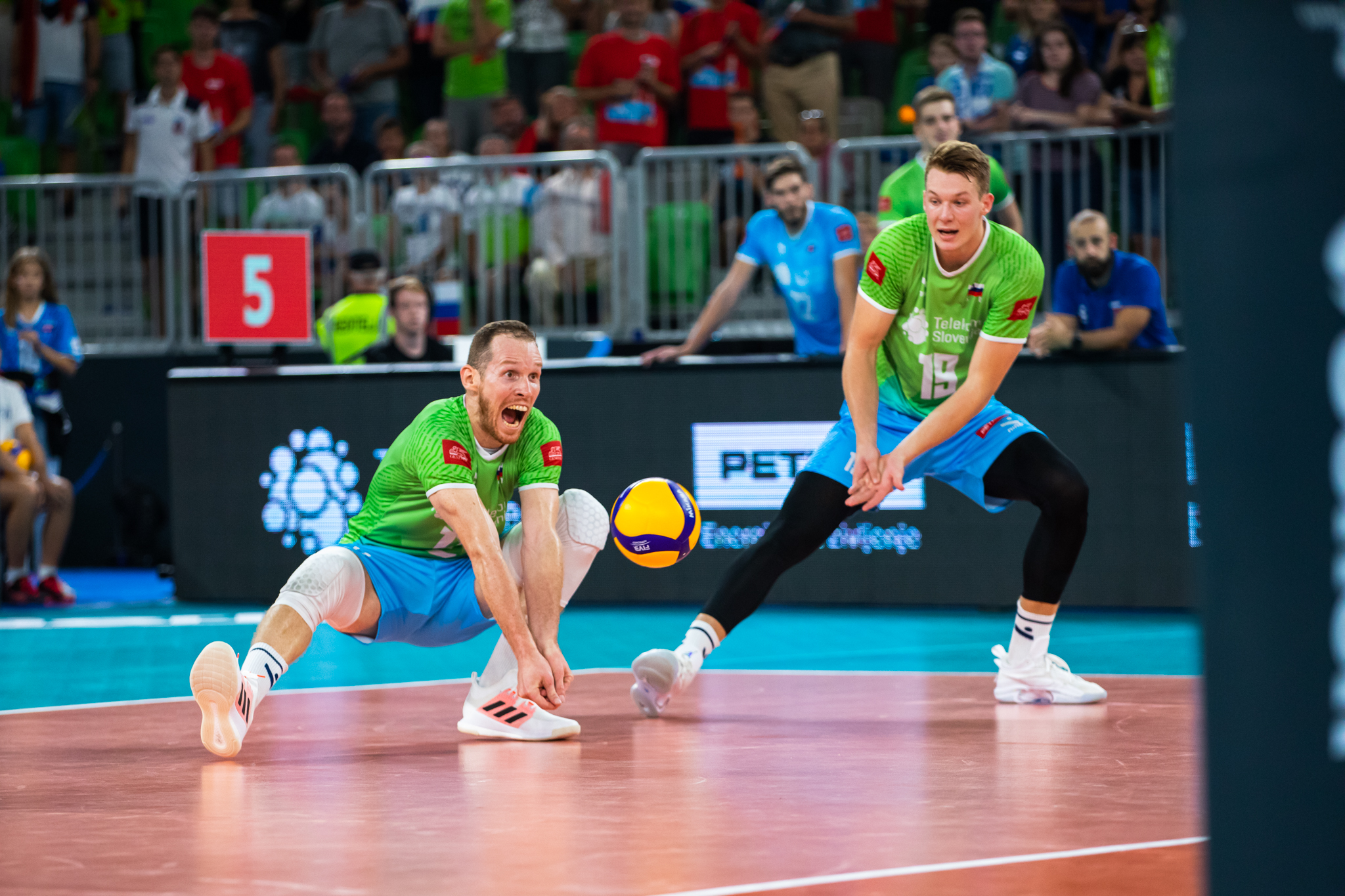
Tine Urnaut podczas przyjmowania piłki na Mistrzostwach Świata 2022

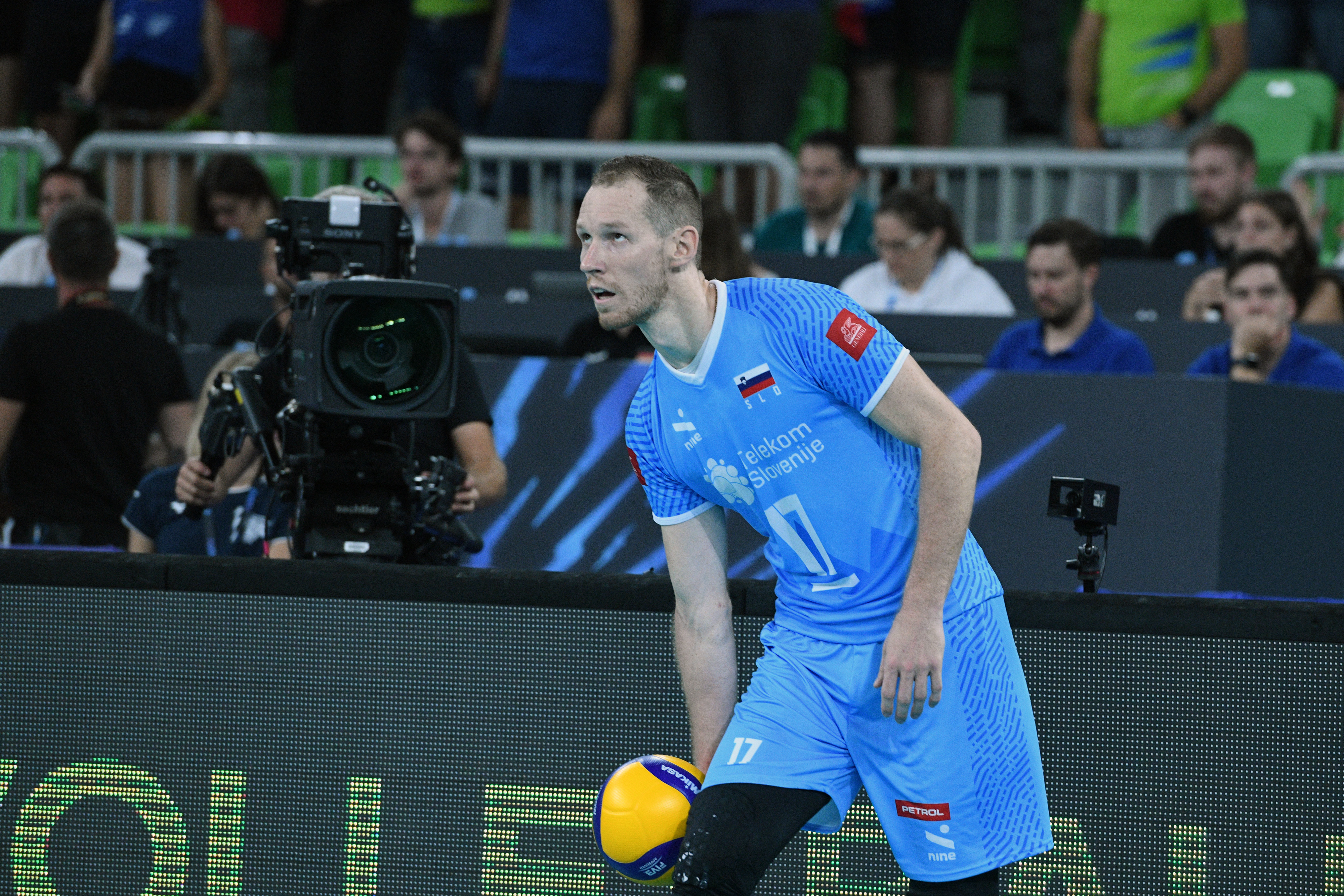
Tine Urnaut podczas rozpoczęcia wykonywaniu zagrywki na Mistrzostwach Świata 2022

Tine Urnaut (ur. 3 września 1988 w Slovenj Gradcu) – słoweński siatkarz, reprezentant kraju, grający na pozycji przyjmującego.
Jego ojciec Adolf był siatkarzem. Brat Andrej był siatkarzem a obecnie jest trenerem i również brat Matjaž był siatkarzem.

## Przebieg kariery
| Sezon                     | Klub                                |
| ------------------------- | ----------------------------------- |
| 2006/2007                 | Autocommerce Bled / ACH Volley Bled |
| 2007/2008                 | Autocommerce Bled / ACH Volley Bled |
| 2008/2009                 | Olympiakos Pireus                   |
| 2009/2010                 | CoprAtlantide Piacenza              |
| 2010/2011                 | ZAKSA Kędzierzyn-Koźle              |
| 2011/2012                 | Energy Resources San Giustino       |
| 2012/2013                 | Tonno Callipo Vibo Valentia         |
| Pomiędzy sezonami         | Ar-Rajjan SC                        |
| 2013/2014                 | Arkas Spor Izmir                    |
| 2014/2015                 | Andreoli Latina                     |
| 2015/2016                 | Diatec Trentino                     |
| 2016/2017                 | Diatec Trentino                     |
| 2017/2018                 | Azimut Modena                       |
| 2018/2019                 | Azimut Modena                       |
| Pomiędzy sezonami         | Al Ahli SC                          |
| 2019/2020                 | Shanghai Golden Age                 |
| 2020/2021 (od 26.11.2020) | Allianz Milano                      |
| 2021/2022                 | Zenit Petersburg                    |
| 2022/2023                 | JTEKT Stings                        |
| 2023/2024                 | JTEKT Stings                        |
| 2024/2025                 | Wolf Dogs Nagoya                    |
| Pomiędzy sezonami         | Ar-Rajjan SC                        |
| 2025/2026                 | ACH Volley Lublana                  |

## Sukcesy klubowe
Puchar Słowenii:
- 2007, 2008

MEVZA - Liga Środkowoeuropejska:
- 2007, 2008

Puchar Top Teams:
- 2007

Liga słoweńska:
- 2007, 2008

Puchar Grecji:
- 2009

Liga grecka:
- 2009

Superpuchar Włoch:
- 2009, 2018

Puchar CEV:
- 2011, 2017

Liga polska:
- 2011

Klubowe Mistrzostwa Azji:
- 2025[6]
- 2013

Liga Mistrzów:
- 2016

Klubowe Mistrzostwa Świata:
- 2016

Liga włoska:
- 2017

Puchar Challenge:
- 2021

## Sukcesy reprezentacyjne
Igrzyska Śródziemnomorskie:
- 2009

Liga Europejska:
- 2015
- 2011

Mistrzostwa Europy:
- 2015, 2019, 2021
- 2023[7]

## Nagrody indywidualne
- 2015: Najlepszy przyjmujący Mistrzostw Europy
- 2016: Najlepszy przyjmujący Ligi Mistrzów
- 2017: Najlepszy siatkarz Słowenii 2016 roku
- 2017: Najlepszy siatkarz Słowenii 2017 roku